# Pisinna insulana
Pisinna insulana är en snäckart. Pisinna insulana ingår i släktet Pisinna och familjen Anabathridae.

## Underarter
Arten delas in i följande underarter:
- P. i. porrecta
- P. i. porrectoides